# Pafnuti Chebyshov
Pafnuti Lvóvich Chebyshov (en ruso: Пафнутий Львович Чебышёв [pɐfˈnutʲɪj ˈlʲvovʲɪtɕ tɕɪbɨˈʂof]) (16 de mayo de 1821-8 de diciembre de 1894) fue un matemático ruso, también conocido como "Chebyshev" o por otras grafías similares de su apellido. Su principal contribución al conocimiento humano es la desigualdad que lleva su nombre.

## Biografía

### Primeros años
Uno entre cinco hermanos, nació en el pueblo de Okátovo, en el distrito de Bórovsk, provincia de Kaluga. Su padre era el rico terrateniente Lev Pávlovich Chebyshov. Pafnuti recibió su educación primaria en su casa, de su madre Agrafena Ivánovna Chebyshova (lectura y escritura) y de su prima Avdotia Kvintiliánovna Sujariova (francés y aritmética). Su profesora de música jugó también un papel importante en la educación de Chebyshov, ya que "llevó su mente a la exactitud y el análisis", según mencionó el propio Chebyshov.
Es posible que durante su adolescencia y desarrollo fuera de importancia una discapacidad física, cuyas razones son desconocidas: cojeó desde su niñez y caminaba ayudado por un bastón. Por tanto sus padres desistieron de la idea de hacer de él carrera como oficial, aunque él hubiera seguido la tradición de la familia. Su impedimento lo alejó de la mayoría de los juegos infantiles, así que muy pronto se dedicó a una pasión que determinaría el resto de su vida: la construcción de mecanismos.
En 1832 la familia se trasladó a Moscú principalmente por razón de la educación de sus hijos mayores (Pafnuti y Pável, que serían abogados). La educación continuó en el hogar, siendo contratado como profesor de matemática y física P.N. Pogorelski, tenido por uno de los mejores maestros de Moscú, y que había educado, entre otros, al escritor Iván Turguénev. Para las otras materias se invitaron también a maestros de excelente reputación.

### Estudios universitarios
Chebyshov pasó los exámenes de admisión el verano de 1837 y en septiembre comenzó los estudios de matemática en el segundo departamento filosófico de la universidad de Moscú. Entre sus profesores se contaron Nikolái Brashman, N.E. Zernov y Dmitri Perevóshchikov. No hay duda que, de entre ellos, Brashman tuvo la mayor influencia sobre Chebyshov. Le instruyó en mecánica práctica y probablemente le mostró el trabajo del ingeniero francés Jean-Victor Poncelet. En 1841 se le concedió la medalla de plata por su trabajo "cálculo de las raíces de ecuaciones" que había terminado en 1838. En esta contribución Chebyshov derivó una aproximación algorítmica para la solución de ecuaciones algebraicas de n-ésimo grado basándose en el algoritmo de Newton. En ese mismo año terminó sus estudios como el "candidato más sobresaliente".
En 1841 la situación económica de Chebyshov cambió drásticamente. Se declaró una hambruna en Rusia, sus padres se vieron forzados a dejar la ciudad e incapaces de seguir manteniendo a sus hijos. De todas maneras, decidió continuar sus estudios matemáticos y se preparó para los exámenes de maestría que se distribuían durante medio año. Aprobó el examen final en octubre de 1843. En 1846 defendió su tesis "Un intento de análisis elemental de la teoría probabilística". El biógrafo Prúdnikov asume que Chebyshov fue dirigido a esta rama de la matemática tras conocer la publicación reciente de libros de teoría probabilística o por el crecimiento de la industria aseguradora en Rusia.

### Años de adulto

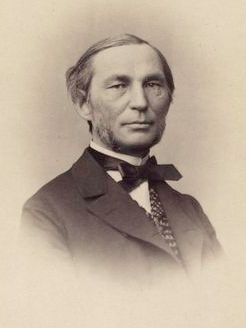
Pafnuty Chebyshov en 1865

En 1847 Chebyshov defendió su disertación pro venia legendi "Sobre la integración con la ayuda de algoritmos" ante la Universidad de San Petersburgo y obtuvo así el derecho a enseñar allí. En ese tiempo Víktor Buniakovski editó unos trabajos de Leonhard Euler redescubiertos por  P. N. Fuss, lo que animó a Chebyshov a dedicarse a estudiarlos. De esta manera encontró la base de sus temas de interés. Ya en 1848 había enviado su trabajo en teoría de congruencias para su doctorado, que defendió en mayo de 1849. Tras un año fue elegido como profesor extraordinario en la Universidad de San Petersburgo, para convertirse en profesor ordinario en 1860. En 1872, tras 25 años de enseñanza, se convirtió en profesor meritado. En 1882 dejó la universidad y dedicó completamente su vida a la investigación.
Aparte de sus lecciones en la universidad, de 1852 a 1858 Chebyshov enseñó mecánica práctica en el Liceo Imperial de Tsárskoye Seló (ahora Pushkin), un suburbio sureño de San Petersburgo.
Sus logros científicos dan razón de su elección como académico junior (adjunto) en 1856. Más adelante se convirtió en miembro extraordinario de la Academia Imperial de Ciencias (1856) y en miembro ordinario en 1858. Más aún, asumió otros cargos honorables y fue condecorado varias veces: en 1856 se convirtió en miembro del comité científico del Ministerio de Educación Nacional, a lo que siguió en 1859 la pertenencia ordinaria al departamento de ordenanza de la academia con la adopción de la jefatura de la comisión para cuestiones matemáticas de acuerdo a la ordenanza y experimentos relacionados con la teoría de tiro. La Academia de París lo escogió como miembro corresponsal en 1860 y como miembro de pleno derecho en 1874. En 1893 fue elegido miembro honorario de la Sociedad Matemática de San Petersburgo, fundada recientemente en 1890.
Pafnuti Lvóvich Chebyshov murió el 26 de noviembre de 1894 en San Petersburgo

## Contribuciones matemáticas
Es conocido por su trabajo en el área de la probabilidad y estadística. La desigualdad de Chebyshov dice que la probabilidad de que una variable aleatoria esté distanciada de su media en más de a veces la desviación típica es menor o igual que 1/a2. Si {\displaystyle {\mathbf {E} }(X)} es la media (o la esperanza matemática) y σ es la desviación típica, entonces podemos redefinir la relación como:
{\displaystyle \Pr(|X-{\mathbf {E} }(X)|\geq a\,\sigma )\leq {\frac {1}{a^{2}}}}
para todo número real positivo a. La desigualdad de Chebyshov se emplea para demostrar la ley débil de los números grandes y el teorema de Bertrand-Chebyshov (1845|1850) que establece que la cantidad de números primos menores que n es {\displaystyle p(n)=n/\log(n)+o(n)}.

## Legado

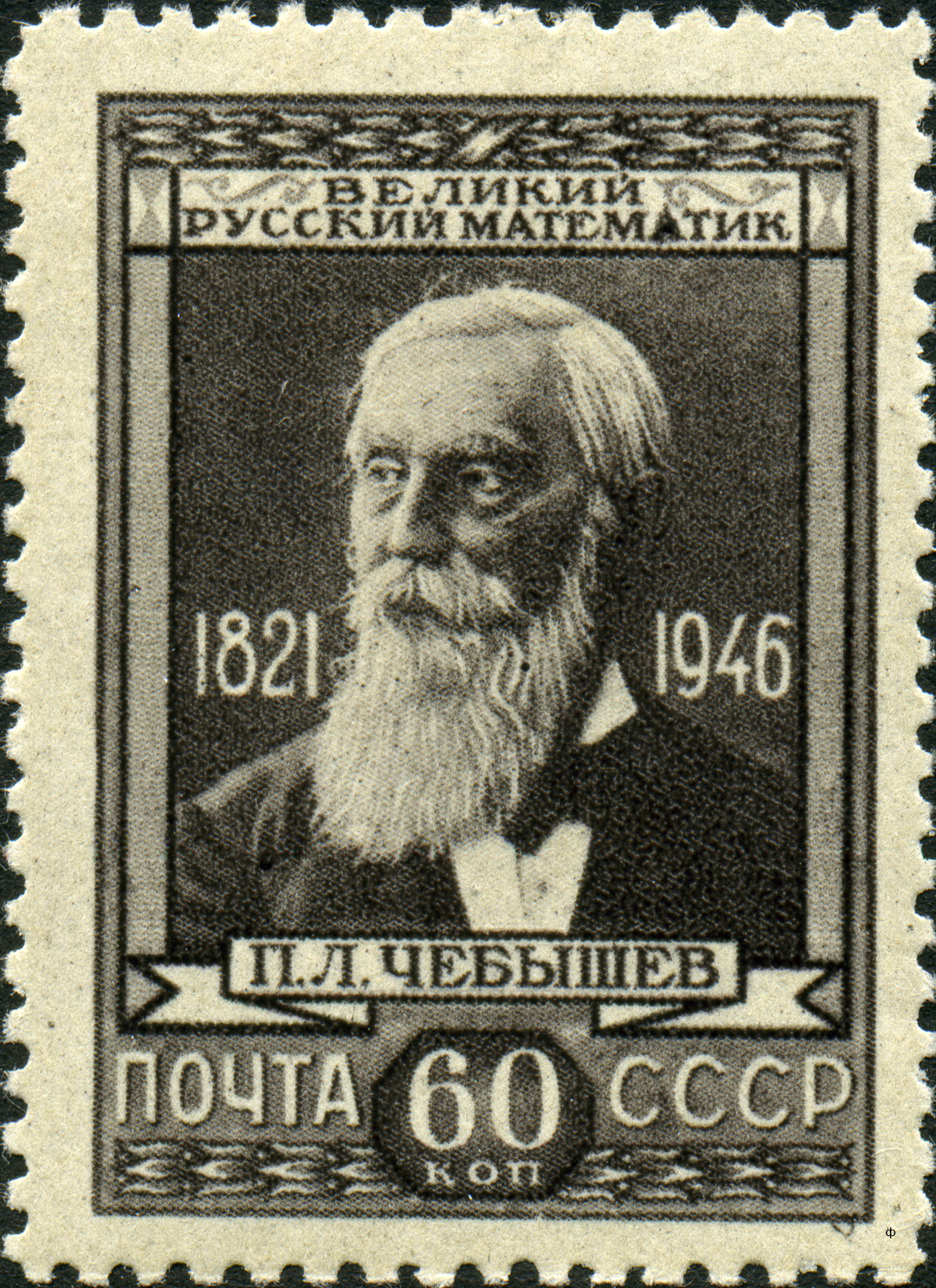
Pafnuti Chebyshov en un sello de la Unión Soviética de 1946.

Entre sus estudiantes estuvieron Dmitry Grave, Aleksandr Korkin, Aleksandr Liapunov y Andréi Márkov.

## Reconocimientos
- El cráter lunar Chebyshev (de acuerdo con su grafía inglesa) lleva este nombre en su honor.